# 2 Hearts (film, 2020)
Pour les articles homonymes, voir 2 Hearts.
Pour plus de détails, voir Fiche technique et Distribution.
2 Hearts, est un film américain réalisé par Lance Hool, sorti en 2020.
Il s’agit de l’adaptation du livre All My Tomorrows: A Story of Tragedy, Transplant and Hope d'Eric Gregory, le père de Chris publié en 2017. Il s'inspire des histoires vraies de Christopher Mark Gregory et de Leslie et Jorge Bacardi, de la célèbre société familiale du rhum Bacardí,.

## Synopsis
Chris Gregory (Jacob Elordi), un étudiant de première année, tombe follement amoureux de Sam (Tiera Skovbye), une camarade de classe attentionnée. Dans un autre lieu et une autre époque, Jorge (Adan Canto), un exilé cubain, tombe amoureux d'une ravissante hôtesse de l'air, Leslie (Radha Mitchell).
Pour ces deux couples, l'avenir se déroule dans des décennies et des lieux différents, mais une connexion cachée les rapproche d'une manière que personne n'aurait pu prévoir.

## Fiche technique
Sauf indication contraire, les informations mentionnées dans cette section peuvent être confirmées par la base de données cinématographiques IMDb,  présente dans la section « Liens externes ».
- Titre original : 2 Hearts
- Titre français : 2 Cœurs
- Réalisation : Lance Hool
- Scénario : Veronica Hool et Robin Russin (en), d'après All My Tomorrows: A Story of Tragedy, Transplant and Hope d'Eric Gregory
- Musique : James Jandrisch
- Direction artistique : Nick Dudar
- Décors : Jennifer Kom-Tong
- Costumes : Glenne Campbell
- Photographie : Vincent De Paula
- Montage : Craig Herring
- Production : Conrad Hool et Lance Hool
  - Producteur délégué : Aaron Au, Veronica Hool et Shawn Williamson (en)
- Société de production : Silver Lion Films
- Sociétés de distribution : Freestyle Releasing et Universal Pictures
- Budget : 15 000 000 $[4]
- Pays de production :  États-Unis
- Langue originale : anglais
- Format : couleur
- Genres : drame, romance
- Durée : 96 minutes
- Dates de sortie :
  - États-Unis, Canada : 16 octobre 2020
  - France : 7 février 2021
  - Angleterre, Espagne : 8 février 2021

## Distribution
- Jacob Elordi (VF : Jim Redler ; VQ : Alexandre Bacon) : Chris Gregory
- Tiera Skovbye (VF : Elsa Bougerie ; VQ : Maude Hébert) : Sam
- Radha Mitchell (VF : Rafaèle Moutier ; VQ : Camille Cyr-Desmarais) : Leslie
- Adan Canto (VF : Stéphane Fourreau ; VQ : Adrien Bletton) : Jorge
- Kari Matchett (VF : Juliette Degenne ; VQ : Nathalie Coupal) : Grace, mère de Chris
- Tahmoh Penikett (VF : Maurice Decoster ; VQ : Patrice Dubois) : Eric, père de Chris
- Steve Bacic (VF : Loïc Houdré) : Jose Bolivar
- Jordan Burtchett (VF : Martin Faliu) : Colin
- Malcolm Stewart : Dr. Dean
- Anthony Konechny (VF : Eilias Changuel ; VQ : Charles Sirard-Blouin) : John
- Mariessa Portelance (VF : Anaïs Delva) : Dr Porter

## Production

### Développement
Le film est produit en 2018 par Silver Lion Films, une société indépendante de production et de financement de films créée en 1987 par les producteurs et frères Lance et Conrad Hool.
Le 16 juin 2020, la société de distribution Freestyle Releasing annonce une sortie en salle prévue le 11 septembre 2020 et sort la première bande-annonce.
Le 13 juillet 2020, à cause de la pandémie de Covid-19, qui a entraîné la fermeture des salles de cinéma un peu partout dans le monde, le film est repoussé au 16 octobre 2020.

### Tournage
Le tournage a eu lieu du 14 juin 2018 au 28 juillet 2018 à Vancouver au Canada et à Honolulu, Hawaii,.